# Nowy Folwark (Ostróda)
Nowy Folwark (deutsch Luisenthal) ist ein Ort in der polnischen Woiwodschaft Ermland-Masuren. Er gehört zur Gmina Ostróda (Landgemeinde Osterode in Ostpreußen) im Powiat Ostródzki (Kreis Osterode in Ostpreuen).

## Geographische Lage
Nowy Folwark liegt im Westen der Woiwodschaft Ermland-Masuren, 15 Kilometer südlich der Kreisstadt Ostróda (deutsch Osterode in Ostpreußen).

## Geschichte
Bei dem kleinen und vor 1785 als Louisenthal bezeichneten Ort handelte es sich bis 1945 um ein Vorwerk zum Gut Haasenberg (polnisch Zajączki) im Kreis Osterode in Ostpreußen.
In Kriegsfolge kam Luisenthal 1945 mit dem gesamten südlichen Ostpreußen zu Polen und erhielt die polnische Namensform „Nowy Folwark“. Heute ist die Osada (= „Weiler“) Nowy Folwark eine Ortschaft innerhalb der Landgemeinde Ostróda (Osterode i. Ostpr.) im Powiat Ostródzki (Kreis Osterode in Ostpreußen), bis 1998 der Woiwodschaft Olsztyn, seither der Woiwodschaft Ermland-Masuren zugehörig.

## Kirche
Bis 1945 war Luisenthal in die evangelische Leip (polnisch Lipowo) in der Kirchenprovinz Ostpreußen der Kirche der Altpreußischen Union, außerdem in die römisch-katholische Kirche Marienfelde eingepfarrt.
Heute gehört Nowy Folwark katholischerseits weiterhin zu Glaznoty, das jetzt zum Erzbistum Ermland gehört. Evangelischerseits orientieren sich die Einwohner zur evangelisch-methodistischen Kirche Lipowo bzw. zur evangelisch-augsburgischen Kirche in der Stadt Ostróda.

## Verkehr
Nowy Folwark ist der Endpunkt eines Landwegs, der bei Zajączki (Haasenberg) von der Kreisstraße (polnisch Droga powiatowa, DP) 1233N abzweigt. Eine Bahnanbindung besteht nicht. Zwischen 1910 und 1945 war Haasenberg die nächste Bahnstation. Sie lag an der in Kriegsfolge geschlossenen Bahnstrecke Bergfriede–Groß Tauersee.